# Uniana
Uniana Co., Ltd. (coréen : 유니아나) est une entreprise qui exerce son activité dans le domaine du développement de jeux vidéo d'arcade, pour PC, console et de jeux vidéo en ligne, fondée en janvier 1988 sous l’appellation UNiCO Electronics (coréen : 유니코電子) à Séoul en Corée du Sud

## Description

Logo de UNiCO Electronics

Logo de UNiCO Electronics

UNiCO Electronics (ou simplement UNiCO) a été créé en 1988 à Séoul en Corée du Sud. Au départ, l'entreprise fabrique des jeux d’arcade et vers la milieu des années 2000 se concentre sur les jeux sur PC tout en continuant à éditer les jeux d'arcade Konami en Corée (en toute indépendance, Unanina n'a jamais été une filiale de Konami). En juin 2001, l'entreprise est renommée Uniana.
Uniana est composé de trois divisions, une division jeu d'arcade, une division jeu console et PC et une division jeu en ligne.

## Liste de jeux

### Jeux d'arcade produits sous UNiCO Electronics
- Dragon Master (1994)
- Master's Fury (1995, The Masters Fighter sur PlayStation édité au Japon par Cinema Supply)
- Fancy World: Earth of Crisis (1996)
- Magic Purple (1996)
- Burglar X (1997)
- Zero Point (1998)
- The Legend of Silk Road (1999)
- Goori Goori (1999)
- Zero Point 2 (1999)
- Age of Heroes: Silkroad 2 (2000)

### Jeux d'arcade produits sous Uniana
- Frenzy Express (2001)
- Dojeon! OX Survival (2002)
- Dojeon! OX Survival PLUS (2002)
- Hog Wild (2003)
- P's Attack (2003)
- S.A.P.T. (2004)
- Ski Maxx

### Jeux en ligne produits sous Uniana
- Chaos Gem (2006)
- Chaotic Eden (2009)
- Samguk Jiryak (2009)
- Chaotic Eden (2010)
- RogueN (2011)